# 気仙沼市立気仙沼小学校
気仙沼市立気仙沼小学校（けせんぬましりつ けせんぬましょうがっこう）は、宮城県気仙沼市笹が陣にある公立小学校。

## 沿革

### 略歴
1873年（明治6年）1月に第7大学区第22番中学区第1番鼎浦小学校として創設された。その後、1879年（明治12年）9月に本吉郡気仙沼村立鼎浦小学校に、1884年（明治17年）7月には気仙沼高等中等初等小学校に改称する。1953年（昭和28年）6月、気仙沼市制施行に伴い気仙沼市立気仙沼小学校に改称する。

### 年表
出典
- 1873年（明治6年）1月26日：第7大学区第22番中学区第1番鼎浦小学校創設
- 1879年（明治12年）9月：本吉郡気仙沼村立鼎浦小学校となる
- 1884年（明治17年）7月：気仙沼高等中等初等小学校と改める
- 1885年（明治18年）11月：新校舎落成、西洋造り、総2階（現市役所位置）
- 1887年（明治20年）1月：気仙沼高等尋常小学校と改称、内ノ脇，九条両簡易小学校を分校とする
- 1893年（明治26年）：気仙沼尋常高等小学校と改称
- 1908年（明治41年）4月1日：新制度により、義務教育尋常科6年となる
- 1910年（明治43年）3月25日：校章並びに校旗制定
- 1916年（大正5年）3月22日：気仙沼町立図書館設立，当校に併設
- 1926年（大正15年）7月1日：気仙沼町青年訓練所を当校に併置
- 1930年（昭和5年）11月23日：校歌制定式、鮎貝翁銅像除幕式
- 1940年（昭和15年）4月：東校舎落成、児童数3,003名
- 1941年（昭和16年）4月1日：気仙沼国民学校と改称
- 1947年（昭和22年）4月1日：学制改革により気仙沼町立気仙沼小学校と改称
- 1953年（昭和28年）6月1日：気仙沼市制施行に伴い気仙沼市立気仙沼小学校と改称
- 1954年（昭和29年）9月7日：プール施工
- 1958年（昭和33年）10月30日：県健康優良校（第1位）、児童数3,413名
- 1963年（昭和38年）12月7日：完全給食開始
- 1964年（昭和39年）4月1日：九条分校が独立して九条小学校となる
- 1966年（昭和41年）9月28日：中央東校舎並びに東控え室焼失
- 1967年（昭和42年）4月1日：南気仙沼小学校開校、児童数710名
- 1973年（昭和48年）1月26日：開校100周年記念式典挙行
- 1974年（昭和49年）
  - 6月19日：体育館竣工式
  - 11月17日：日本水泳連盟より水泳指導優秀校受賞
- 1976年（昭和51年）9月20日：ＮＨＫ全国音楽コンクール県大会優良校
- 1986年（昭和61年）7月21日：宮城県児童オリンピック大会陸上部出場
- 1987年（昭和62年）
  - 4月9日：木造中央校舎解体
  - 5月10日：第100次大運動会開催
  - 8月23日：第6回宮城県児童オリンピック大会（大会新3）
- 1988年（昭和63年）
  - 6月4日：4学年少年消防クラブ結成
  - 6月22日：新校舎入校式
  - 11月25日：西校舎解体工事開始，東校舎前に大石設置
- 1989年（平成元年）
  - 8月20日：第8回宮城県児童オリンピック大会女子400mR優勝
  - 11月18日：宮城県学校花壇コンクール特選
- 1990年（平成2年）1月30日：オープン教育研究会授業公開
- 1992年（平成4年）11月21日：宮城県学校花壇コンクール特選
- 1993年（平成5年）1月20日：個性化・個別化教育研究会自主教育研究会
- 1995年（平成7年）
  - 11月2日：市教委指定「Ｔ・Ｔによる指導法の改善」公開研究会
  - 11月13日：宮城県健康教育推進校として宮教委より表彰
- 1996年（平成8年）
  - 2月1日：国旗掲揚塔落成
  - 11月15日：ＰＴＡ設立50周年祝賀会開催
- 1997年（平成9年）11月20日：ＰＴＡ文部大臣表彰
- 2000年（平成12年）2月4日：第43回青少年読書感想文全国コンクール 学校賞受賞
- 2003年（平成15年）7月5日：気仙沼市健康祭り少年野球大会初優勝
- 2005年（平成17年）8月15日：県学童野球大会優勝
- 2006年（平成18年）
  - 8月20日：第7回わんぱく大相撲気仙沼場所団体優勝
  - 10月29日：気仙沼市小学校交流サッカー大会優勝
- 2009年（平成21年）10月27日：ユネスコ・スクール加盟[2]
- 2011年（平成23年）
  - 3月11日：東日本大震災による被害（壁、天井一部損壊、二宮金次郎像倒壊）、震災避難所、体育館及び15教室
  - 4月1日：南気仙沼小学校に東校舎貸与
  - 8月18日：二宮金次郎石像工事（齋藤益男校長寄贈）
  - 10月10日：気仙沼小・南気仙沼小合同運動会
- 2012年（平成24年）
  - 4月1日：気仙沼小学校と南気仙沼小学校が統合
  - 4月9日：開校式
- 2014年（平成26年）
  - 3月4日：新児童会の歌披露式
  - 3月18日：友情の鐘中央校舎前緑地帯に移設（南気仙沼小学校より）
  - 7月6日：新プール落成式
- 2016年（平成28年）
  - 1月10日：「1.17防災未来賞ぼうさい甲子園」はばタン賞受賞
  - 4月1日：宮教委・市教委指定「学力向上研究指定校事業」、太陽光発電設備（ソーラーパネル，蓄電池）設置
- 2017年（平成29年）
  - 1月8日：「1.17防災未来賞ぼうさい甲子園」津波防災賞受賞
  - 1月30日：宮教委・市教委指定「学力向上研究指定校事業」公開研究会（第1年次）
  - 11月15日：宮教委・市教委指定「学力向上研究指定校事業」公開研究会（第2年次）
- 2018年（平成30年）11月1日：宮教委・市教委指定「学力向上研究指定校事業」公開研究会（第3年次）
- 2019年（令和元年）
  - 5月10日：学校環境緑化モデル事業完成式典「クロフネツツジ」植栽
  - 12月1日：NHK「公開復興サポート 明日へin気仙沼」公開収録・イベント開催

## 教育目標
志に生きる  ～夢と誇りをもって未来を切り拓く～

## 学校行事
| - 4月 入学式、第1学期始業式 - 5月 - 6月 運動会 | - 7月 第1学期終業式 - 8月 第2学期始業式 - 9月 | - 10月 - 11月 - 12月 第2学期終業式 | - 1月 第3学期始業式 - 2月 - 3月 卒業式、修了式 |

## 通学区域
- 気仙沼市[3]
  - 本郷１区・本郷２区・南郷１区・南郷２区・南郷３区・本町１区・本町２区・舘山１区・舘山２区・古町１区・古町２区・古町３区・古町４区・古町５区・古町６区・滝の入１区・滝の入２区・福美町区・新町１区・新町２区・化粧坂区・三日町１区・三日町２区・沢田区・八日町１区・八日町２区・魚町１区・魚町２区・魚町３区・陣山区・太田１区・太田２区・入沢区・南町１区・南町２区・南町３区・南町４区・柏崎区・港町区・河原田１区・河原田２区・南が丘区・幸町１区・幸町２区・仲町区・魚市場前区・弁天町区・潮見町区・内の脇１区・内の脇２区・川口町区

## 進学先中学校
- 気仙沼市立気仙沼中学校[3]

## 学区内の主な施設
- 気仙沼市立気仙沼中学校
- 気仙沼市役所
- 気仙沼市図書館
- 気仙沼小学校区学童保育センター
- 気仙沼市民会館
- 気仙沼中央公民館
- 気仙沼市復興祈念公園
- 仙台家庭裁判所気仙沼支部
- 東日本旅客鉄道（JR東日本）気仙沼駅
- 気仙沼郵便局

## 交通
- 東日本旅客鉄道（JR東日本）気仙沼駅から徒歩約22分（約1.6㎞）